# Agromyza pulla
Agromyza pulla este o specie de muște din genul Agromyza, familia Agromyzidae, descrisă de Johann Wilhelm Meigen în anul 1830.
Este endemică în Germania. Conform Catalogue of Life specia Agromyza pulla nu are subspecii cunoscute.